# Moamin

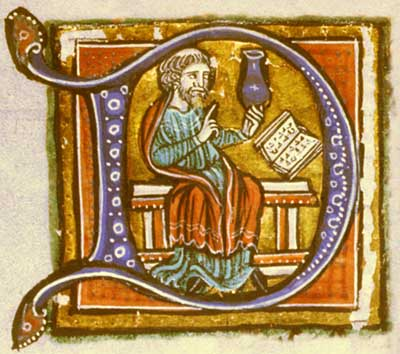
Una possibile identificazione di Moamyn: Ḥunayn ibn Isḥāq, raffigurato nel capolettera d'un manoscritto dellIsagoge di Porfirio

Moamin (o Moamyn; fl. IX secolo) è il nome con cui nell'Europa medioevale era conosciuto un falconiere arabo del IX secolo, autore di un importante trattato di falconeria, che conobbe un grande fortuna nell'Europa medievale.

## Identità
Ignota e misteriosa è l'identità di questo falconiere arabo.
Il nome con cui è conosciuto nell'Occidente medievale è sicuramente il frutto della corruzione o della semplificazione della pronuncia del vero nome arabo. Basandosi su questo, e su altri elementi, François Viré ha avanzato una proposta di identificazione di con Abū Zayd Ḥunayn ibn Isḥāq al-ʿIbādī (809-873), medico del califfo abbaside al-Mutawakkil. Moamyn, quindi, sarebbe la deformazione europea dell'originale Ḥunayn.

## Kitāb al-mutawakkilī
A Moamin si deve un trattato di falconeria in arabo, citato solitamente con lo stesso nome dell'autore, Moamin, e identificato con il Kitāb al-mutawakkilī trattato in lingua araba «molto esteso e dettagliato, a differenza dei trattati occidentali precedenti», sulla falconeria, sulla «conoscenza, sull'addestramento e la cura degli uccelli da caccia, con un'appendice sui cani da caccia».
Il trattato fu tradotto in latino nel 1250, da Maestro Teodoro, per volere dell'imperatore Federico II di Svevia, con il titolo De scientia venandi per aves: questa traduzione è conosciuta e citata spesso come Moamin latino. 

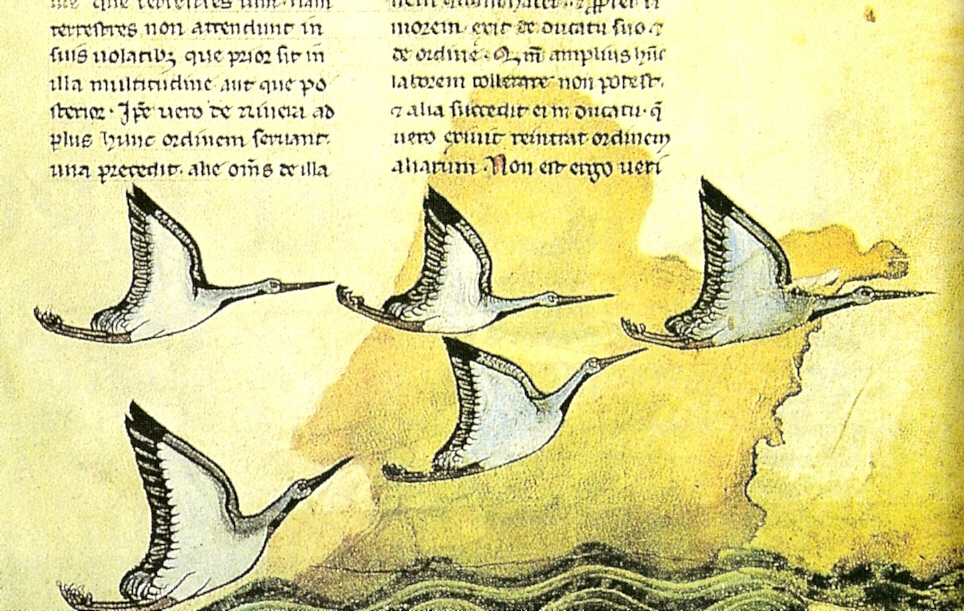
Particolare dal "De arte venandi cum avibus, sulla cui genesi il Moamin ebbe un ruolo importante

Con la versione latina del tratta inizio una notevole tradizione letteraria sulla falconeria: il Moamin latino ebbe un ruolo importante nella genesi del De arte venandi cum avibus federiciano; inoltre, attraverso la traduzione latina, l'opera araba conobbe una notevole fortuna letteraria, essendo nota da diverse trascrizioni amanuensi, da traduzioni in lingue volgari (tra cui quella in francese antico voluta da Re Enzo) e perfino da una cinquecentina a stampa. Il trattato arabo conobbe anche una traduzione indipendente in lingua castigliana, nel 1252, due anni dopo la sua versione latina, sotto il titolo di Libro de los animales que caçan.

### Fortuna del trattato
Il trattato conobbe una notevole fortuna, con una diffusione superiore a quella del De arte venandi cum avibus federiciano, testimoniata dalle molte trascrizioni amanuensi, ben ventotto, distinte in due famiglie (α e β) e dalle varie volgarizzazioni in lingue romanze, tramandate in sette manoscritti è una cinquecentina a stampa.

#### Volgarizzamenti
Tra le versioni in lingue europee, si segnala quella in antico francese che Re Enzo, recluso a Bologna, ordinò a Daniel Deloc da Cremona (1249-1272), quella trecentesca in toscano di Maestro Moroello da Sarzana, e quella quattrocentesca in napoletano di Iammarco Cinico per Ferrante d'Aragona. 
Esiste anche una versione parziale a stampa, in italiano, una cinquecentina di Sebastiano Antonio de Marinis (1547).

#### Ipotesi su un secondo trattato di falconeria federiciano

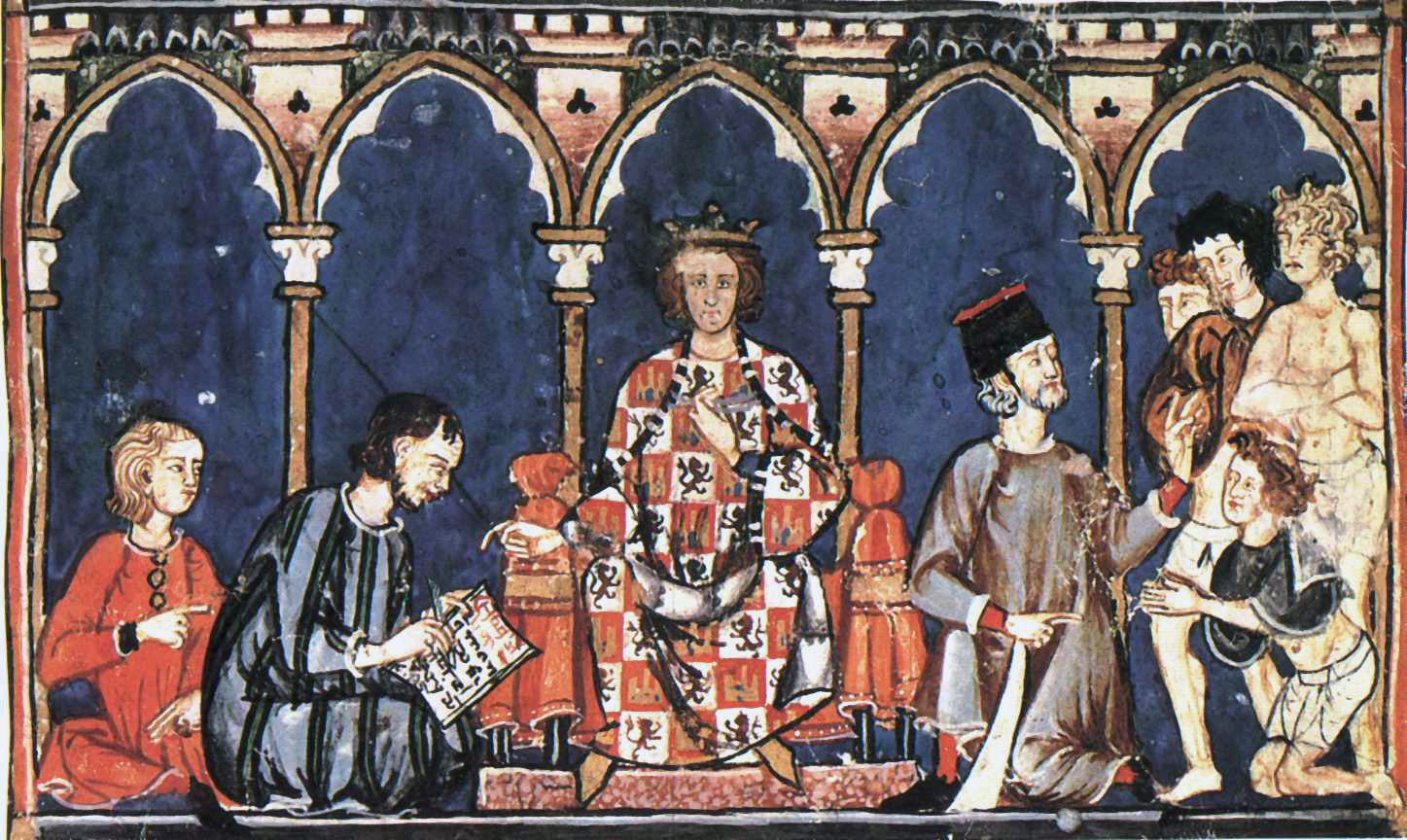
La corte di Alfonso el Sabio

È stato anche ipotizzato da alcuni che il Moamin fosse incorporato in un secondo Falkenbuch di proprietà di Federico II. La congettura, avanzata originariamente da Haskins, è stata in seguito ripresa da altri studiosi, tra cui in particolare Johannes Fried, e accolta infine da Anna Laura Trombetti Budriesi, autrice di un'edizione critica (con traduzione italiana) del De arte venandi cum avibus federiciano

#### Libro de los animales que caçan
Allo stesso originale arabo è riconducibile un'opera sorta nell'ambiente letterario e culturale di Alfonso X il Saggio, sebbene con una traduzione diretta dall'arabo e del tutto indipendente: si tratta del Libro de los animales que caçan (circa 1250, di poco posteriore alla traduzione di Teodoro di Antiochia), in castigliano conosciuto da due testimoni, entrambi incompleti, alla Biblioteca Nacional de España